# Cantón de Toulouse-4
El cantón de Toulouse-4 es una circunscripción electoral departamental francesa del distrito de Toulouse, situado en el departamento de Alto Garona, en la región de Occitania.
A partir de la reforma de 2014 los cantones franceses dejaron de ser subdivisiones administrativas y pasaron a ser solamente circunscripciones electorales para las elecciones departamentales.

## Composición
El cantón de Toulouse-4 incluye la parte de la ciudad formada por los barrios:
- Compans-Caffarelli
- Le Bearnais
- Les Amidonniers
- Les Minimes
- Les Sept Deniers